# Гра престолів
«Гра престолів» (англ. Game of Thrones) — американський телесеріал у жанрі фентезі, створений за мотивами циклу романів «Пісня льоду й полум'я» письменника Джорджа Р. Р. Мартіна. Дата прем'єри в США — 17 квітня 2011 року. Протягом 2011—2019 років вийшло 8 сезонів із 8 запланованих, прем'єра останнього сезону відбулася 14 квітня — 19 травня 2019 року (в США, з 15 квітня — в Україні). За вісім сезонів серіал відзначили 161-єю номінацією на премію «Еммі», завершальний сезон «Гри престолів» представлений у рекордних 32-х номінаціях 2019 року.
В Україні у 2012 році відбулася прем'єра 1-го та 2-го сезонів телесеріалу «Гра престолів» на телеканалі ТЕТ з українським дубляжем Студії 1+1, й згодом 5 серпня 2013 1+1 розпочало повторний показ 1 та 2 сезонів з цим же ж українським дубляжем Студії 1+1. Згодом, 12 січня 2015 року відбулася прем'єра 3, 4 та 5 сезонів, а 14 лютого 2017 року — 6 сезону телесеріалу на Новому каналі з власним багатоголосим українським озвученням.
Також існує багатоголосе закадрове озвучення українською з 2 по 7 сезони, зроблене студією «Омікрон» (на замовлення UaTeam). 8 сезон озвучений студіями «Dniprofilm», «Kinomania» та НеЗупиняйПродакшн.
Сюжет оснований на фентезійній сазі Джорджа Мартіна «Пісня льоду й полум'я»; кожному сезону відповідає окремо книга гепталогії, п'ять книг якої написані у 1996—2011 роках, а дві — заплановані. Події відбуваються на континенті Вестерос вигаданого світу, де пори року тривають дуже довго. З наближенням зими Вестерос роздирають політичні інтриги і, пізніше, громадянська війна в боротьбі за владу між кількома державами. Роберт Баратеон, король найбільшої держави Сім Королівств, просить свого старого, доброго товариша Еддарда «Неда» Старка стати його новою Правицею — головним радником. Едард, підозрюючи, що його попередник на цій посаді був убитий, приймає посаду, щоб розслідувати обставини загибелі та захистити короля. У той же час родичі королеви, Ланністери, намагаються взяти Вестерос під свій повний контроль. Паралельно за морем, на іншому континенті Есосі останні представники раніше поваленої королівської сім'ї Таргарієнів розшукують союзників, здатних повернути їм трон Семи Королівств. Конфлікт між цими та іншими сім'ями, в тому числі Грейджоями, Таллі, Арренами та Тіреллами, призводить до війни. Між тим, на півночі, пробуджується забуте зло, Король Ночі. Серед війни і політичної плутанини, невелике братство, Нічна варта, залишається єдиним, хто стоїть між світом людей і цією загрозою.

## Сюжет

### Перший сезон
На півночі Вестероса один з солдатів виявляє Білих блукачів — легендарних злих істот, що поповнюють свої ряди ожилими мерцями. Йому, однак, не вірять і страчують як дезертира. Король Роберт Баратеон, володар Залізного трону Семи Королівств, вирушає на північ континенту відвідати свого давнього друга Неда Старка і запропонувати йому посаду Правиці — помічника й радника. З королем вирушають його старший син — Джофрі Баратеон, дружина Серсі, та її брат — лицар Королівської гвардії Джеймі. Нед Старк знаходить вбиту оленем лютововчицю і дозволяє своєму молодшому сину, Брану забрати з собою її вовченят. Бран випадково викриває інцест Серсі з Джеймі, тоді Джеймі скидає Брана з вежі, проте той виживає.
Нед Старк погоджується стати Правицею і вирушає до Роберта зі своїми двома дочками — Сансою і Арією. Свою резиденцію він полишає в розпорядженні старшого сина Робба. Недова дружина Кетлін залишається доглядати за пораненим Браном. Бастард Неда на ім'я Джон Сноу вирушає до величезної льодяної Стіни, що перегороджує континент на півночі аби вступити в почесну Нічну Варту. Тим часом досягають повноліття Візеріс і Данерис Таргарієни — нащадки дому Таргарієнів, владу якого колись повалив Роберт. Візеріс віддає Данерис заміж за вождя варварів дотракійців Кхала Дрого, очікуючи за це військової допомоги для помсти. Як весільний подарунок Данерис отримує три яйця дракона — як вважається, скам'янілі. Візеріс прагне якомога швидше отримати армію, чим розлючує Дрого і той жорстоко вбиває Візеріса та раниться і сам.
На Брана вчиняється замах, але вбивця гине через ручного лютововка. Кетлін поспішає розповісти про це чоловікові та зустрічає свого друга, придворного Петіра Бейліша на прізвисько Мізинець. Той запевняє Кетлін, що вбивця підісланий карликом Тіріоном Ланністером — молодшим братом королеви. Згодом Кетлін зустрічає Тіріона та викрадає його, щоб віддати під суд. Це розлючує його родичів і за Тіріона заступається найманець Бронн, який виграє суд поєдинком.
Здогадавшись, що Джеймі, а не Роберт, насправді є батьком усіх королівських дітей, Нед закликає Серсі покинути столицю. Тоді вона підлаштовує загибель чоловіка, а Неда виставляє зрадником. Наступним королем стає жорстокий Джоффрі Баратеон, який наказує стратити Неда. Молодша дочка Неда Арія, переодягнувшись, тікає з Джендрі — бастардом короля Роберта Баратеона. А старша донька Неда Санса лишається у Серсі як заручниця.
Робб Старк вирушає з армією на південь, щоб заявити право на Залізний трон. Він виграє кілька битв проти Ланністерів і полонить Джеймі. Та молодші брати Роберта проголошують себе істинними спадкоємцями. Тоді ж про право на трон заявляє володар Залізних островів Бейлон Грейджой.
Кхал Дрого страждає від рани, Данерис добиває його, тим самим позбавивши від мук. Її дитина народжується мертвою через невдалий ритуал, тоді вона разом із дитиною сходить у поховальне вогнище чоловіка, куди також кладуть драконові яйця. Проте вогонь не завдає їй шкоди, оскільки вона істинна спадкоємиця свого роду, та пробуджує яйця, з яких вилуплюються три маленьких дракони.

### Другий сезон
Тіріон приїжджає в Королівську Гавань та обіймає посаду Правиці. Він активно готується до війни, відправляє дочку Серсі Мірцеллу в Дорн, щоб захистити її та отримати там підтримку.
Джон тим часом вирушає за Стіну через чутки про активність дикунів. Він зумисне здається їм у полон і, щоб завоювати довіру, вбиває свого наставника Кворена. Теон Грейджой, вихованець Неда Старка, повертається додому на Залізні острови, щоб переконати батька Бейлона Грейджоя приєднатися до Робба Старка. Той, однак, переслідує власні цілі, і Теон пристає на його бік, після чого спалює родовий замок Старків — Вінтерфелл. Проте двом молодшим дітям Старків, Брану і Рікону, вдається втекти. Згодом бастард Рамсі Сноу завойовує Вінтерфелл, а Теона полонить і піддає тортурам, ламаючи його волю, жорстоко знущаючись з нього.
Старший брат Роберта Баратеона, Станніс Баратеон, вбиває молодшого брата, Ренлі, після чого здійснює похід на Королівську гавань. Тіріон майже програє бій, але на допомогу приходить його батько лорд Тайвін Ланістер, після чого відбирає у нього владу.
Робб Старк залицяється до лікарки Таліси, попри угоду одружитися з донькою лорда Волдера Фрея, «лорда переправи». Кетлін відпускає Джеймі Ланістера з полону в обмін на свободу її дочок, Санси і Арії.

### Третій сезон
Данерис замислює купити армію євнухів Бездоганних у народу гіскарців, пропонуючи за них дракона. Отримавши військо, вона наказує Бездоганним убити колишніх хазяїв, чим здобуває величезний авторитет. Джон в цей час дізнається, що дикуни тікають до Стіни через наступ Білих блукачів, яких веде Король Ночі. Джон закохується у дикунку Ігритту та з її військом перетинає Стіну. Його колишні товариші намагаються вбити Джона, але йому вдається втекти до Чорного замку, центру Нічної Варти.
Радниця і жриця Станніса, Мелісандра, використовує захопеного Джендрі, щоб за допомогою його крові убити самопроголошених королів Джоффрі, Робба і Бейлона. Контрабандист Давос Сіворт звільняє Джендрі.
Робб розповідає Фрею, що не одружиться з його дочкою, і обов'язок падає на брата Кетлін Едмура. Фрей влаштовує весілля, але це виявляється пасткою — воїни Фрея вриваються на застілля, вбивають Робба, Кетлін і безліч інших гостей.

### Четвертий сезон
Після того як Джоффрі отруюється на власному весіллі, в цьому звинувачують Тиріона. Трон займає молодший син Серсі Томмен. Тиріон вимагає суду поєдинком і на його боці виступає дорнійській принц Оберін Мартелл, а противником — Григор Кліган. Оберін майже виграє, але все ж зазнає поразки, як наслідок Тиріона засуджують до страти. Джеймі визволяє Тиріона з ув'язнення, той тікає, а дорогою вбиває свого батька та утриманку Шаю, котра підбурювала суд до страти Тиріона.
Дикуни штурмують Чорний замок, тож Джону доводиться його оборонити. В битві гинуть друзі Джона та Ігритта, та на підмогу прибуває армія Станніса. Данерис вирішує правити гіскарцями. Бран Старк бачить видіння, що велить вирушити за Стіну.

### П'ятий сезон
Джеймі і Бронн забирають Мірцеллу, але коханка Оберіна, Елларія Сенд, отруює Мірцеллу. Елларія і її дочки вбивають владику Дорна і його спадкоємця, захопивши тим самими владу. Джона обирають командувати Нічною Вартою, він прагне миру з дикунами і, попри осуд, дозволяє їм перетнути охоронювані території. Його підлеглі організовують змову і вбивають Джона.
Данерис стикається з бунтом прихильників старого ладу і мириться з дворянами, одружившись з одним із них. Тиріон знайомиться з Данерис і стає її радником. Згодом бунтівники ледве не вбивають її, але Данерис рятує дракон. Зумівши втекти, вона однак потрапляє в полон дотракійців.
Мізинець видає Недову дочку Сансу за Рамсі Болтона. Теон Грейджой допомагає Сансі втекти та йде з нею. В Королівській Гавані ж Серсі намагається позбутися дружини Томмена Маргеріт, скориставшись релігійними фанатиками. Вона, однак, сама стає їх жертвою і зазнає ганебного покарання.
Станніс за намовою Мелісандри приносить свою дочку Шірен у жертву Владиці Світла аби відбити Вінтерфелл. Однак армія Станніса тікає, а його дружина накладає на себе руки. Брієнна Тарт убиває Станніса.

### Шостий сезон
Мелісандра оживляє Джона Сноу. Той покидає Нічну Варту і страчує колишніх побратимів, які зрадили його. Джон зустрічає Сансу, і вони об'єднують зусилля, щоб відвоювати Вінтерфелл. Війська Джона і Рамсі сходяться в битві, де Джон ледве не програє, але на допомогу приходить Санса й Мізинець, після чого Рамсі піддають смерті від його ж псів. Данерис спалює всіх Халів, тож дотракійці присягають їй на вірність. Вона спалює флот бунтарів і зібравши величезну армію відпливає у Вестерос. Там вона домовляється про союз із кількома домами.
Бран зустрічає таємничого чоловіка Триокого Ворона, що відкриває йому минуле Вестероса. Зокрема він довідується, що народ Дітей Лісу, котрий існував ще до приходу у Вестерос людей, створив Білих блукачів проти людей-загарбників, але ті вийшли з-під контролю. Саме від блукачів було збудовано Стіну, і їх прихід загрожує настанням вічної зими. Бран, однак, споглядає видіння минулого надто довго і видає цим своє місцерозташування Королю Ночі. Білі блукачі вбивають Ворона і Бранового лютововка, його слугу Ходора і винищують народ Дітей Лісу.
Серсі підриває храм, в якому зібралися фанатики, а також дядько королеви Ківан Ланністер. Побачивши вибух, Томмен розуміє, що його дружина загинула і викидається з вікна.

### Сьомий сезон
Серсі починає воювати з союзниками Данерис. Вона труїть дочку Елларії Сенд, а її саму кидає до в'язниці. Війська Ланістерів беруть замок Тіреллів, але Данерис спалює ворожу армію. Джон укладає з нею союз, щоб зупинити Короля Ночі. Сір Давос Сіварт, ставши радником Джона, знаходить в Королівській гавані Джендрі та забирає його з собою.
Арія здійснює помсту за вбивство матері і брата, після чого повертається у Вінтерфелл і зустрічається з Сансою. Мізинець підбурює сестер Старків до міжусобиць, але його викривають і вбивають. Джон намагається примирити Серсі з Данерис, переконуючи в реальності Білих блукачів. Для цього він вирушає за Стіну, звідки привозить ожилого мерця та дізнається, що мерці вразливі до драконового скла (обсидіану) і викуваної з застосуванням магії валірійської сталі. При цьому гине багато бійців і дракон Данерис. Серсі погоджується допомогти, але насправді сподівається, що армія Данерис ослабне, борючись з Королем Ночі, та стане легкою здобиччю. Данерис збирає армії Бездоганних і дотракійців та пливе на північ.
Король Ночі оживлює вбитого дракона і з допомогою його полум'я руйнує Стіну. Величезна армія Білих блукачів насувається на Вінтерфелл.

### Восьмий сезон
Повернувшись до Вінтерфелла зі своїми арміями, Джон Сноу і Данерис Таргарієн дізнаються, що Білі блукачі прорвалися через Стіну. У відповідь північні лорди та їхні союзники збираються навколо Вінтерфелла, але не довіряють Данерис і Джону щодо підкріплень. Джендрі забезпечує воїнів зброєю з драконового скла. Король Залізних островів Еурон Грейджой переконує Серсі переспати з ним, щоб зачати гідного спадкоємця. В той час радник Серсі Квіберн наймає Бронна, щоб вбити Тиріона і Джеймі, якщо вони виживуть у битві з армією мерців. Теон рятує свою сестру Яру, яка виступає за відновлення Залізних островів, перш ніж повернутися на Північ, щоб боротися з армією Короля Ночі. Повернувшись до Вінтерфелла, Джон знову зустрічається з Браном і Арією та вчиться літати на драконі. Сем, дізнавшись, як Данерис стратила його батька і брата, розповідає Джону про його справжнє походження та право успадкувати трон Семи королівств. Соратники Джона Сноу, Тормунд і Берік, які пережили знищення Стіни, зустрічаються з Едом і кількома членами «Нічної варти» у замку дому Амберів, чиї мешканці були вбиті армією мертвих, перш ніж знайти погрозу від Короля ночі. Наступного ранку Джеймі прибуває до Вінтерфелла.
Король Ночі та його армія підступають до Вінтерфелла. Туди ж прибуває Мелісандра, зачакловує зброю захисників і створює навколо замку вогонь. Дотракійці швидко зазнають поразки, тоді Джон і Данерис, осідлавши драконів, спалюють велику кількість мерців, але Король Ночі верхи на своєму драконі підіймає снігову бурю, а його воїни гасять вогонь. Захисники Вінтерфелла під натиском бурі та мерців відступають. Данерис вдається скинути Короля Ночі з дракона, проте він лишається неушкодженим і підіймає всіх мерців в окрузі. В нерівному бою захисники замку майже зазнають поразки. Теон гине у двобої з Королем Ночі, але слідом Арія вдаряє очільника ворожої армії клинком з валірійської сталі. Король Ночі та вся його армія перетворюються на кригу. Мелісандра, витративши всі сили, помирає.
Після перемоги біля Вінтерфеллу вшановують загиблих. Джон виголошує промову про єднання перед лицем спільного ворога. Данерис проголошує Джендрі спадкоємцем короля Роберта і главою Баратеонів. Бран лишається єдиним законним сином Неда Старка, проте відмовляється від його трону, бо тепер живе у минулому, проникаючи туди ясновидінням. На бенкеті всі прославляють Джона, забувши про Данерис. Вона пізніше підтверджує Джону, що вони з одного роду Таргарієнів. Як з'ясовується, після битви сили Ланністерів і Таргарієнів зрівнялися, тож Данерис вирішує негайно напасти на столицю та скинуту Серсі, котра посіла Залізний трон. Вона споряджає флот і веде його верхи на драконі, та дракона вбиває постріл з флоту Еурона, а її кораблі зазнають розгрому. Данерис задумує назавжди покінчити з тиранією Ланністерів, спаливши з допомогою останнього дракона столицю. Її відмовляють, адже там саме зібралися біженці. Данерис приходить на переговори, де вимагає капітуляції Серсі та звільнення своєї радниці Міссандеї. Серсі натомість вимагає аби Данерис склала зброю і коли вона відмовляється, страчує Міссандею.
Союзники Данерис сумніваються в її здоровому глузді та праві посісти Залізний трон, Джон же настійливо відмовляється від влади над Сімома Королівствами. Тіріон вмовляє Данерис не вбивати жителів столиці, якщо вони здадуться самі, про що він сповістить дзвоном. Верхи на драконі Данерис спалює ворожий флот та атакує місто, її військо проходить крізь зруйновані мури. Лунає дзвін, але Данерис не дотримується слова і починає спалювати всіх, кого бачить. Її воїни добивають вцілілих, в ході сутички Джеймі вбиває Еурона, але й сам зазнає смертельної рани. Серсі тікає з Джеймі, але обоє гинуть під обвалом. Джон наказує своєму війську відступити, Арія допомагає вцілілим втекти, та мешканці столиці гинуть під вогнем дракона.
Данерис божеволіє та оголошує про свій намір убити всіх тиранів у світі. Арія попереджає Джона, що Данерис бачитиме в ньому загрозу своїй владі. Після розмови з Тіріоном Джон визнає, що кохає самопроголошену королеву, проте мусить завадити їй. Коли вона сходить на Залізний трон, Джон убиває Данерис. Її останній дракон розплавляє Залізний трон і забравши тіло Данерис, відлітає. За кілька тижнів лорди Семи Королівств збираються на раду, щоб обрати нового короля. Тіріон пропонує обрати королем Брана і лорди погоджуються. Бран стає правителем Шести Королівств, а Північ отримує незалежність. Новий монарх оголошує про помилування Тіріона, засудженого раніше до страти, а також Джона, котрий повертається у Нічну Варту. Арія вирушає в подорож на захід у невідомі простори. За якийсь час Джон залишає Варту і разом з Тормундом та дикунами рушає за Стіну, щоб розпочати нове життя.

## Основні персонажі
| Персонаж                | Актор                 | Характеристика |
| ----------------------- | --------------------- | --- |
| Еддард Старк            | Шон Бін               | Колишній глава дому Старків, лорд Вінтерфелла, чоловік Кетлін. Еддард вирізняється чесністю і благородством, недоброзичливці відгукуються про нього як холодного і гордовитого. |
| Тиріон Ланністер        | Пітер Дінклейдж       | Карлик, син найбагатшого з лордів Тайвіна Ланністера. Кмітливий та ерудований, завдяки чому має великий вплив, попри вигляд і розгульний спосіб життя. Неодноразово він демонструє відвагу й великодушність, але також схильний до інтриг. |
| Серсі Ланністер         | Ліна Гіді             | Донька Тайвіна Ланністера, дружина короля Роберта Баратеона, королева Семи Королівства. Мати Джоффрі, Мірцелли і Томмена, котрих зачала від власного брата Джеймі. Серсі амбітна та підступна, що маскує під зовнішніми спокоєм та розсудливістю. Вона легко йде на будь-які вигідні їй вчинки, хоча не завжди передбачає їх наслідки. |
| Дейнеріс Таргарієн      | Емілія Кларк          | Донька короля Ейріса II, поваленого Робертом Баратеоном. Сестра Рейгара і Вісериса. Як і всі істинні носії крові Таргарієнів, Данерис невразлива до вогню. З дитинства переховувалася за межами батьківщини, поки Вісерис не видав її за дотракійця Хала Дроґо з метою отримати в обмін військову підтримку та відвоювати трон назад. Після спроби самоспалення згідно звичаю дотракійців лишилася неушкодженою, також вогонь пробудив трьох драконів у подарованих їй яйцях. Надалі Данерис очолює різні народи та армії, покладаючись на силу драконів — наймогутніших істот Вестероса. Вона співчуває всім, хто перебуває в неволі, поводиться ввічливо, при цьому рішуча та горда. |
| Джон (Ейгон) Сноу       | Кіт Герінгтон         | Син Рейгара Таргарієна, проте вважається бастардом лорда Еддарда Старка. Вступає до Нічної Варти, що захищає Сім Королівств від загроз із півночі, а згодом очолює її. Старки молодшого покоління прихильно ставляться до Джона, сприймаючи як брата. Джон чесний і віддає перевагу дипломатії перед застосуванням сили, в той же час вправний боєць. |
| Санса Старк             | Софі Тернер           | Старша донька Еддарда Старка. Мрійлива і м'яка, вона марила баладами про доблесних лицарів і прекрасних дам, але, опинившись в суворих умовах реальності, зуміла знайти в собі достатньо сил, щоб пристосуватися до них і вижити. |
| Арія Старк              | Мейсі Вільямс         | Молодша донька Еддарда Старка, сестра Санси. Її цікавить військова справа — як вважається багатьма, «негідне» дівчини заняття. Вона близька з Джоном Сноу, який навчає її бути войовницею. Упродовж подорожей Арія проявляє винахідливість, хитрість і стає дадалі жорстокішою. |
| Джеймі Ланністер        | Ніколай Костер-Валдау | Брат Серсі, з якою неодноразово мав інцест і обоє приховують це. Колишній лорд-командувач Королівської гвардії, він жорстокий та запальний. Джеймі розчарований в багатьох цінностях, але шанує честь. |
| Теон Грейджой           | Альфі Аллен           | Єдиний спадкоємець лорда Залізних островів Бейлона Грейджоя, що виховувався серед Старків. Він почувається чужим серед них, але і після повернення на батьківщину не здобуває визнання, що дістається його сестрі Ярі. Згодом захоплює Вінтерфелл, але стає жертвою зради і його піддають тортурам і кастрації. Він стає слугою Рамсі, а потім Санси. |
| Петір Бейліш «Мізинець» | Ейдан Гіллен          | Високопоставлений придворний при королях Семи Королівств. Досвідчений політик, інтриган і маніпулятор, що здібно керує фінансами. Через невеликий зріст має прізвисько Мізинець. |
| Бран Старк              | Айзек Гемпстед Райт   | Юний син Еддарда і Кетлін, здатний вселятися в тварин, а також здібний до ясновидіння. З часом розвиває свої можливості, що дозволяє з'ясувати правду про минуле Старків. |
| Мелісандра              | Каріс ван Гаутен      | Жриця культу Владики Світла, мало поширеного у Вестеросі. Знається на різноманітних зіллях, чим користується для переконання оточення у магічних здібностях. |
| Тайвін Ланністер        | Чарльз Денс           | Глава дому Ланністерів, батько Серсі, Тиріона та Джеймі. Попри вік, сильний та здоровий. Він найбагатша людина в Семи Королівствах, що покладається на глибоку стратегію та харизму. |
| Джоффрі Баратеон        | Джек Глісон           | Юний син короля Роберта, насправді зачатий королевою від Джеймі. Він манірний та вибагливий, схильний до жорстокості, при цьому боягузливий. |
| Кетлін Старк            | Мішель Фейрлі         | Дружина Еддарда Старка, що понад усе цінує своїх дітей: Робба, Сансу, Арію, Брана та Рікона. Вона дотримується честі та справедливості, однак часто поводиться наївно серед інтриг і підступності домів Семи Королівств. |
| Станніс Баратеон        | Стівен Діллейн        | Лорд Драконового каменя, жорстокий, проте справедливий. Його не підтримують простолюдини, але Станніс має значний авторитет серед воїнів. Він майже не спілкується з родиною та дослухається до порад жриці Малісандри. |
| Томмен Баратеон         | Дін-Чарльз Чепмен     | Юний син Роберта і Серсі, насправді зачатий Джеймі. Він добрий та чутливий, але наївний та відсторонений від політичних справ. |
| Робб Старк              | Річард Медден         | Син Еддарда Старка і Кетлін, брат Санси, Арії, Брана і Рікона, однокровний брат Джона Сноу. Після смерті батька лишається на півночі, де збирає сили, щоб вибороти незалежність від Семи Королівств. Робба постійно супроводжує лютововк Сірий Вітер. |
| Джендрі                 | Джо Демпсі            | Бастард короля Роберта, коваль. Хоробрий і великодушний, при цьому запальний і впертий. Хоча він тримається осторонь політики, він виготовляє цінну зброю та обладунки, потрібні домам Семи Королівств. |
| Ігритта                 | Роуз Леслі            | Дикунка, кмітлива і життєрадісна, коханка Джона Сноу. |
| Елларія Сенд            | Індіра Варма          | Незаконно народжена донька лорда Гармена Улера, коханка принца Оберіна, мати кількох бастардів. Прагне помститися Ланністерам за смерть Оберіна. |
| Хал Дроґо               | Джейсон Момоа         | Воєначальник кочового народу дотракійців, перший чоловік Данерис. Має репутацію непереможного воїна, спочатку справляє враження грубого безжального воїна та з часом визнає Данерис не лише як подарунок, а і як кохану жінку. |
| Роберт Баратеон         | Марк Едді             | Монарх Семи Королівств, чоловік Серсі. Має численних бастардів, але і його діти, що вважаються законними, насправді не від нього. За 20 років до початку подій серіалу повалив владу дому Таргарієнів. З часом відійшов від державних справ, загрузнувши в пияцтві та розпусті. |
| Вісерис Таргарієн       | Гаррі Ллойд           | Старший брат Данерис, що після заколоту Роберта Баратеона втік з нею та виношував план помсти. Він віддає Данерис заміж за Хала Дроґо, розглядаючи її як засіб досягнення влади. |

## Сезони й епізоди
Перший сезон під назвою «Зима близько» стартував 17 квітня 2011 року, тривав 10 епізодів.
19 квітня 2011 року, було оголошено про продовження серіалу на 2-й сезон, «Північ пам'ятає». Його покази розпочалася 1 квітня 2012 року.
6 квітня 2014 відбувся показ 4-го сезону «Перемога чи смерть». Сезон також складається із 10 серій. Тривалістю близько 60 хвилин кожна. Сезон є екранізацією останньої третьої частини книги «Буря мечів», а також використовуються деякі глави книг «Бенкет круків» та «Танок з драконами».
12 квітня 2015 відбувся показ 5-го сезону «Помста неминуча». Сезон складається із 10 серій. Тривалістю близько 60 хвилин кожна. Сезон є екранізацією книг «Бенкет круків» та «Танок з драконами», а також деяких завершальних глав книги «Буря мечів» письменника Джорджа Р. Р. Мартіна.
24 квітня 2016 року, на каналі HBO, відбувся прем'єрний показ першої серії 6-го сезону, а прикінцева серія вийшла 26 червня 2016. Сезон також містить 10 епізодів. На відміну від попередніх сезонів, шостий сезон став першим, заснованим на чернетках книги і випередив книжковий цикл «Пісня льоду й полум'я». У шостому сезоні відбуваються переважно події, які в книжковій серії Джорджа Мартіна відсутні. Шостий сезон екранізує чорновий варіант першої половини книги «Вітри зими», яка була написана Джорджем Мартіном до написання сценаріїв до серій шостого сезону (книга «Вітри зими»). Крім глав книги «Вітри зими», які вже були опубліковані на сайті Джорджа Мартіна, в шостому сезоні були використані розділи з книг «Бенкет круків» та «Танок з драконами», які не були використані в четвертому і п'ятому сезонах.
У 2017 році був показаний сьомий сезон. Кожна нова серія виходить у неділю о 21:00 (понеділок 4:00 за київським часом). Всього за 8 повних сезонів серіалу вийшло 73 серій. Телеканал HBO планує зняти серіал-приквел до Гри престолів.
Знімання останнього, восьмого, сезону відбулося 23 жовтня 2017 року — 6 липня 2018 року та обійшлося в $90 млн (середній бюджет кожного епізоду — $15 млн). Прем'єрний показ відбувся 14 квітня 2019 року.
| Сезон | Епізоди | Епізоди | Оригінальний показ | Оригінальний показ |
| Сезон | Епізоди | Епізоди | Перший показ       | Останній показ     |
| ----- | ------- | ------- | ------------------ | ------------------ |
| 1     | 10      | 10      | 17 квітня 2011     | 19 червня 2011     |
| 2     | 10      | 10      | 1 квітня 2012      | 3 червня 2012      |
| 3     | 10      | 10      | 31 березня 2013    | 9 червня 2013      |
| 4     | 10      | 10      | 6 квітня 2014      | 15 червня 2014     |
| 5     | 10      | 10      | 12 квітня 2015     | 14 червня 2015     |
| 6     | 10      | 10      | 24 квітня 2016     | 26 червня 2016     |
| 7     | 7       | 7       | 16 липня 2017      | 27 серпня 2017     |
| 8     | 6       | 6       | 14 квітня 2019     | 19 травня 2019     |

## Виробництво

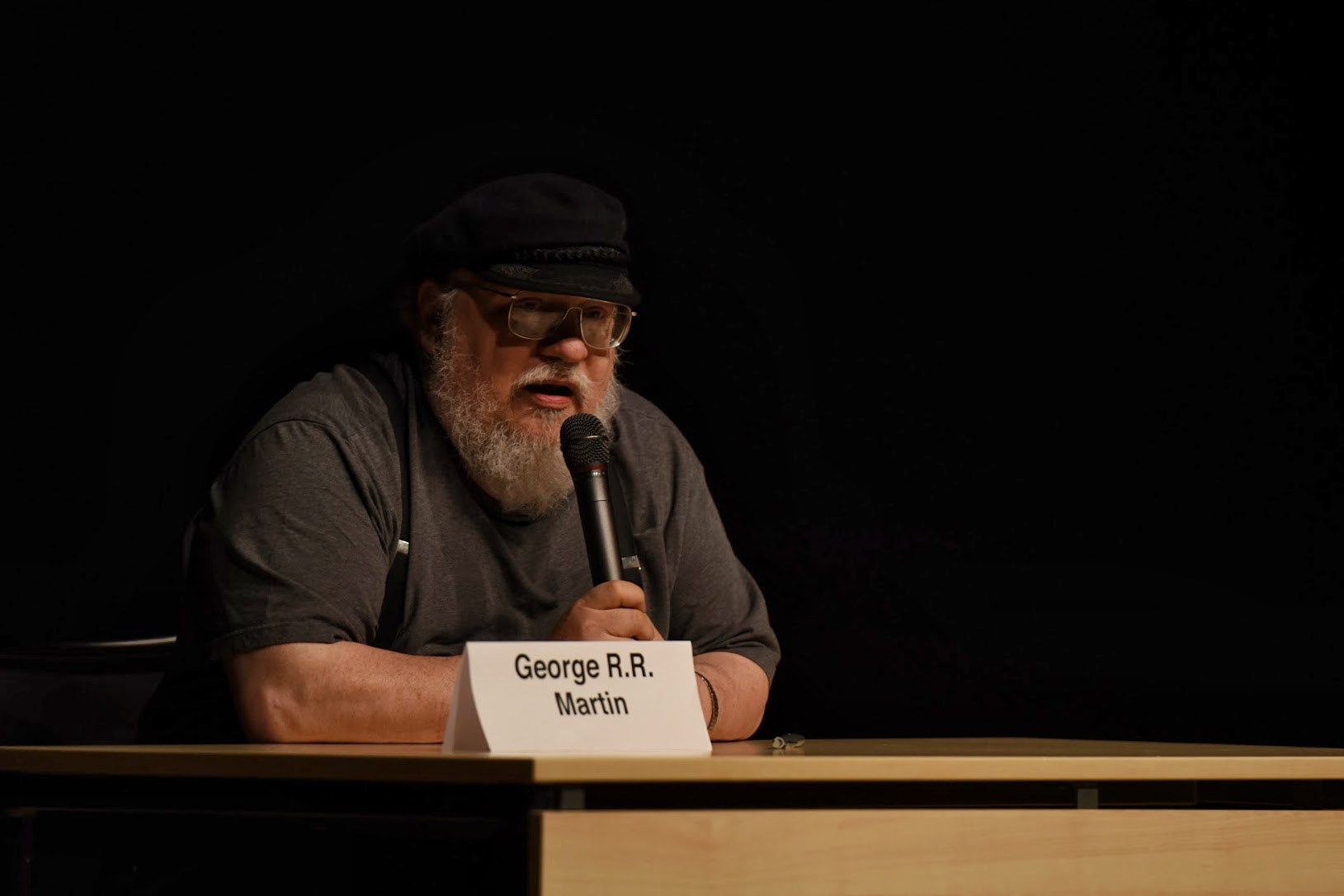
Джордж Мартін, автор оригінальної серії романів

### Історія створення
Першу пропозицію про продаж прав на екранізацію Джордж Мартін отримав через 1-2 місяці після виходу першої книги із серії «Гра престолів», і пропозиції продовжували надходити з виходом нових книг і зростанням їхньої популярності, зокрема попаданням в список бестселерів за версією видання «Нью-Йорк таймс». Зростанню інтересу сприяв також комерційний успіх екранізацій в жанрі «фентезі» в цілому, перш за все успіх фільму «Володар перснів» Пітера Джексона. Тим не менше, довгий час письменник досить скептично ставився до можливої екранізації своїх творів, вважаючи їх надто довгими для кіновтілень. Цьому сприяв досвід Джорджа Мартіна як сценариста і продюсера у 1980-ті і 90-ті роки. Автор вважав, що адекватно передати на телеекрані зміст планованих семи книг здатна тільки дуже велика телекомпанія.
У січні 2007 року кабельний канал HBO придбав права на екранізацію серії книг «Пісня льоду і полум'я» Джорджа Мартіна. Перший і другий проєкти сценарію пілотного епізоду були закінчені в серпні 2007 і в червні 2008 відповідно, і були добре прийняті HBO. У вересні 2008 року, HBO закріпила за собою права на серіал, але зелене світло проєкту було дано тільки в листопаді. Майже одразу в мережі з'явився синопсис пілота, а згодом і повний текст сценарію. Про серіал заговорили телевізійні критики. Незадовго до початку кастингу стало відомо, що за згодою Мартіна в сюжеті будуть зміни, які необхідні для нового формату, зокрема багато героїв стануть старшими.
Сценаристами та виконавчими продюсерами проєкту, крім самого Мартіна, стали Девід Беніофф та Ді Бі Вайсс. Спочатку передбачалося, що вони будуть сценаристами всіх епізодів, крім одного, у кожному сезоні (сценарій одного з епізодів сезону пише сам Джордж Мартін). Проте надалі до команди сценаристів приєдналися Джейн Еспенсон і Брайен Когмен, кожен з яких написав сценарій однієї з серій першого сезону.

### Особливості проєкту

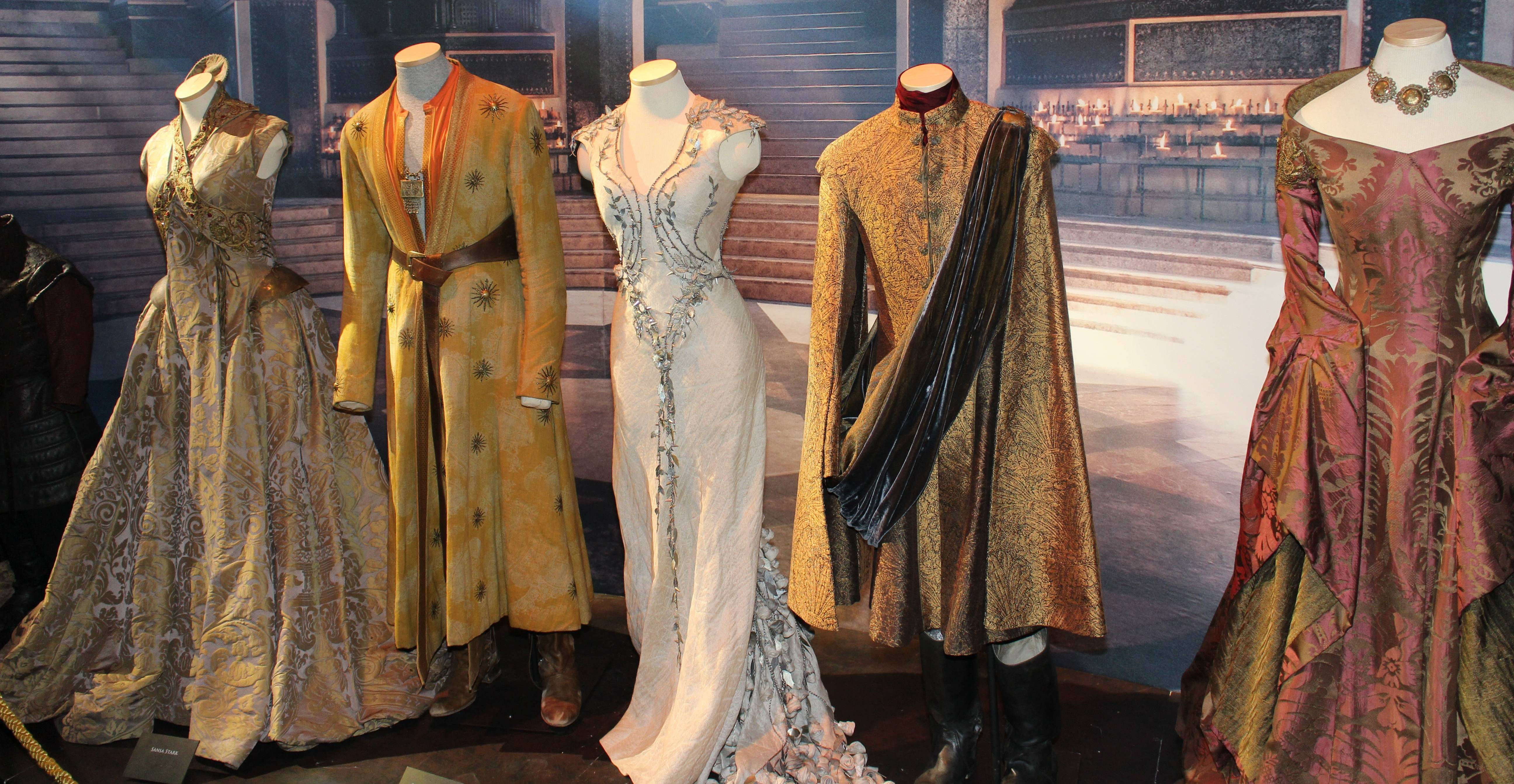
Костюми акторів серіалу

«Клан Сопрано в Середзем'ї» — жартівливий слоган, який сценарист Беніофф запропонував для нового серіалу, підкреслює як його загальну темну атмосферу, так і наявність безлічі складних інтриг. Елемент фентезі тут — швидше побічна сюжетна лінія і представник керівництва HBO, Майкл Ломбардо, вважає, що сама історія привабливіша, ніж магія або екзотична обстановка.
Рівень проєкту безпрецедентний для каналу HBO — у серіалі знімаються голлівудські зірки Шон Бін і Ліна Гіді, знімання повністю проходить в Північній Ірландії і Марокко (перший варіант пілотної серії, згодом — на Мальті), бюджет проєкту може перевершити один з найдорожчих на сьогодні проєктів компанії — серіал Рим. Крім цього, HBO найняло експертів в області створення мов для розробки дотракійської мови, з власною вимовою, словником більш ніж 1800 слів і складною граматичною структурою, яка буде використовуватися в серіалі. Загалом представники різних соціальних прошарків та груп говорять певними впізнаваними діалектами англійської мови.

### Кастинг
5 травня 2009 року було анонсовано, що Пітер Дінклейдж підписав контракт на роль Тиріона Ланністера для знімання у пілотній серії. На початку серпня 2009, було офіційно оголошено, що роль Кетлін Старк отримала Дженніфер Елі.
В кінці липня 2009 року, було оприлюднено безліч імен акторів, яких запросили для участі в серіалі, включаючи Шона Біна в ролі Неда Старка, а також Кіта Герінгтона (Джон Сноу), Джека Глісон (Джофрі Баратеон), Гаррі Ллойда (Вісерис Таргарієн), Марка Едді (Роберт Баратеон) та ін.
20 серпня додатково було оголошено про те що Ніколай Костер-Валдау зіграє Джеймі Ланністера, Емілія Кларк — Данерис Таргарієн, Річард Медден — Робба Старка, Ієн Глен — Джораха Мормонта, Альфі Аллен — Теона Грейджоя, а також що ролі Ар'ї Старк і Санси Старк виконають Мейсі Вільямс і Софія Тернер. Першого вересня того ж року була опублікована інформація, про те що актриса Ліна Гіді зіграє Серсі Ланністер. 23 вересня, Мартін підтвердив, що Рорі Макканн зіграє Сандора Клігана. 11 жовтня було підтверджено, що Джейсон Момоа зіграє Хала Дроґо, а через три дні, що Айзек Гемпстед Райт зіграє Брана Старка.

### Знімання першого сезону
Знімання пілотного епізоду зайняло майже місяць з 24 жовтня 2009 року по 19 листопада 2009 року.
Незабаром після закінчення знімання пілотної серії стало відомо, що актрису Дженніфер Елі (роль Кетлін Старк) замінить Мішель Фейрлі, крім того, виконавицю однієї з ключових ролей Данерис Таргарієн молоду актрису Тамзін Мерчант також замінили Емілією Кларк. Це потребувало повторної знімання частини сцени, зокрема пролог, при цьому через накладки в розкладі не всі актори пілотного епізоду змогли повернутися до перезйомки, через що довелося замінити акторів для ще трьох персонажів.

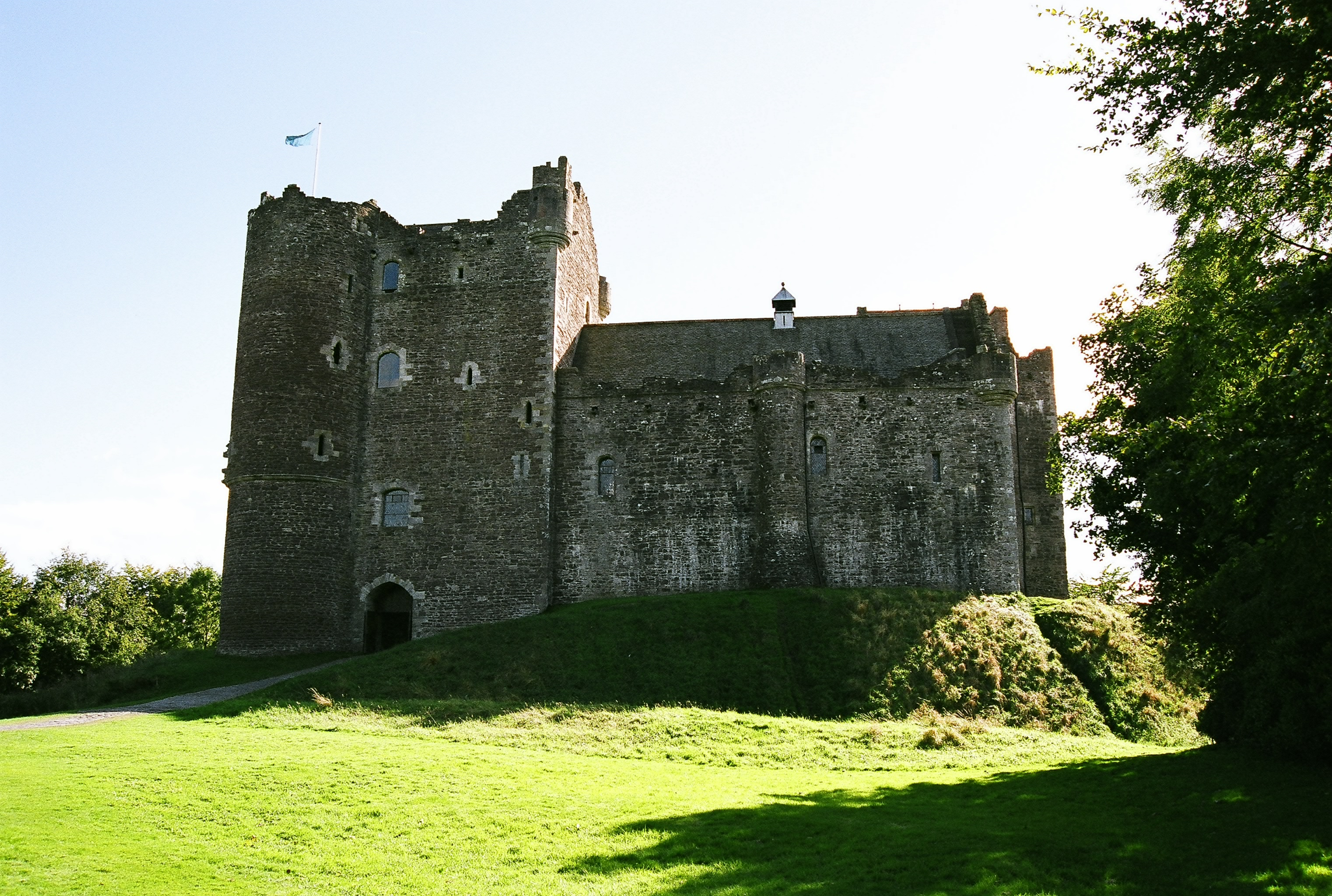
Замок Дун в Шотландії. Місце знімання сцен, що відбуваються в замку Вінтерфелл

2 березня 2010 в HBO підтвердили, що перший сезон точно буде знято. 26 липня 2010 року почалося знімання 9 епізодів першого сезону в Північній Ірландії, які були завершені в середині грудня (15-го або 16-го за різними джерелами) того ж року.

### Місце знімання
Основне знімання першого сезону проходило в Залі Фарби (Paint Hall Studio) в Белфасті, Північна Ірландія, а також на Мальті (замість запланованого спочатку Марокко). На Мальті знімання проходило в містах Мдіна і Валетта. Знімання Королівської Гавані відбувалося у хорватському місті Дубровник. Додаткові знімання провидили в різних замках Північної Ірландії і в Замку Дун в Шотландії.

### Бюджет серіалу
Попри те, що спочатку бюджет серіалу передбачався приблизно на рівні бюджету серіалу «Рим», оцінювалося, що він найімовірніше буде перевищений, оскільки знімання пілотного епізоду обійшлося HBO від 5 до 10 мільйонів доларів. Між тим, міністр культури Північної Ірландії Нельсон Маккосланд у своєму персональному блозі стверджує, що загальний річний бюджет серіалу становитиме близько 30 мільйонів фунтів, що становить приблизно 45 мільйонів доларів за сезон або 4,5 мільйона доларів за серію.

## Оцінки й відгуки
Серіал зібрав 89 % позитивних рецензій кінокритиків на агрегаторі Rotten Tomatoes. Найвищі оцінки отримав 4-й сезон, а найнижчі останній, 8-й. В цілому: перший сезон — 89 %, другий сезон — 96 %, третій сезон — 97 %, четвертий сезон — 97 %, п’ятий сезон — 95 %, шостий сезон — 96 %, восьмий сезон — 58 %.
За підрахунками сайту Metacritic, перший сезон зібрав 80 % позитивних рецензій, другий сезон — 90 %, третій сезон — 91 %, четвертий сезон — 94 %, п’ятий сезон — 91 %, шостий сезон — 73 %, сьомий сезон — 77 %, восьмий сезон — 74 %.
На думку Гретхен Фелкер-Мартін із «Polygon», «Гра престолів» не була ідеальним серіалом, але вийшла історією цілком у дусі Мартіна з притчею про марність пацифізму. Цей серіал не цурається показувати потворні вчинки, несправедливе насильство й кровопролиття, уникаючи підкреслення цим чиєї-небудь героїчності. «У „Грі престолів“ є свідома і цілеспрямована потворність, яка виходить за межі розваг, що просить нас піднятися на гори трупів і блукати по попелищу руїн великих міст не заради гострих відчуттів, а для кращого розуміння божевілля та нещастя нашого власного світу, щоб зрозуміти війни, які ми ніколи не побачимо на власні очі, і страждання, які залишаються непоміченими в кожному куточку суспільства». Щодо фіналу, то там закономірно немає «Ні повернення до золотого віку, ні героїчних обіцянок носити корону, ні задоволення від того, що люди — хороші й погані — отримують свої кармічні вироки. „Гра престолів“ залишає все це для чистішої, легшої фантастики… Це світ, який незабаром знову побачить нещастя». Тому, можливо, загальне невдоволення фіналом — це насправді інтерпретація глядачами відчуття власного дискомфорту. Адже мета серіалу зрештою — це навчити переносити чужі страждання у світі, «де щороку ми приймаємо дітей, розстріляних на вулицях, як ціну закону та порядку, де війна ніколи не закінчується навіть у тіні танення крижаних шапок і підйому моря».
Метт Спрінгер з «Common Sense Media» писав, що «Як і більшість серіалів HBO, „Гра престолів“ має значну перевагу в бюджеті й таланті, вкладеному в її виконання. Це художій серіал; сценарій написаний розумно, шоу добре зігране, а режисерськау роботу та операторську працю легко порівняти з будь-яким фільмом, номінованим на „Оскар“. Легко захопитися махінаціями Вестероса; серіал мусовий для перегляду. При цьому є моменти жорстокого насильства та сексуальності, які можуть відштовхнути глядачів, які не готові до них, від оповіді. Звичайно, Вестерос — це темний світ, населений деякими безвідрадними персонажами, але насильство часом затягується дуже незручним чином. Хоча ці моменти можуть бути пом'якшені подальшим розвитком сюжету, це не змінює їхнього впливу, коли вони все ж відбуваються. Для глядачів, які можуть терпіти ці інциденти, достоїнства серіалу можуть перемогти, але це згодиться не для всіх».
Даррен Франік з «Entertainment Weekly» писав: «Шоу було надто улюбленим, щоб його за щось критикували, і досить унікальним, щоб створити цілком нову спільну культурну мову. В ньому було кілька дуже хороших сезонів, а потім кілька сезонів, на які байдуже, що привели до фіналу, який був радше услужливим, ніж натхненним». Не в останню чергу втрата якості серіалом відбулася, на думку Франіка, через незакінченість книжкового циклу Джорджем Мартіном. Залишені тут напризволяще сценаристи «піддалися деяким з найгірших інстинктів фанфіків». На думку рецензента, найкращим був 4-й сезон, коли в світі вже майже не лишилося невідомих місць, а персонажі почувалися незамінними. Після 4-го сезону серіал став самоповторюваним, продовжуючи проте мету підривати очікування. Фінал же вийшов надто стиснутий, лишаючи більше питань, ніж відповідей, проте не жахливий.
Як писав Стів Грін у «IndieWire», «„Гра престолів“ часто була про віру в неможливе. Прийняття того, що герої можуть повертатися з мертвих, що вогнедишні звірі можуть патрулювати небо, що казкові ритми старовини можна використовувати для фіналів книг спогадів». Згідно з традиціями Джорджа Мартіна, серіал звинувачує політику інтервенції за кордон (що прикривається „визволенням“, як виправдовується Данерис), а «персонажі зустрічають передчасний кінець на вістрі меча відразу після досягнення чогось довго шуканого». Хоча сценаристи мусили самотужки вирішувати чим увінчається ця довготривала історія, «Щоб завершити коло, серіал закінчується в лісах Півночі, де він почався багато років тому. Останній мазок долі. Практично неможливо уявити, щоб це закінчилося іншим чином».